# Recia Curiense
Recia Curiense (en latín: Raetia Curiensis; en alemán: Churrätien; en romanche: Currezia) fue una antigua provincia de la Europa Central en la Alta Edad Media, cuyo nombre provenía de la provincia romana de Raetia prima y que conservó la cultura romanche durante el período de las grandes migraciones, mientras que en los territorios colindantes por el norte se asentaban tribus alamanas. La capital administrativa era Coira (Curia Raetorum), en el moderno cantón suizo de los grisones.

## Situación
El territorio de la provincia coincide aproximadamente con el moderno Cantón de los Grisones (salvo los valles meridionales de Misox y Puschlav), Liechtenstein, parte de Vorarlberg (el valle del Ill con Feldkirch, Damüls, Grosses Walsertal y Montafon) y el valle alto del Rin en el Cantón de San Galo y el vecino Sarganserland.  Vinschgau, el valle de Urseren y posiblemente también Galtür y todo o parte de Glaris también formaron parte de la Recia Curiense hasta el siglo XII.

## Historia

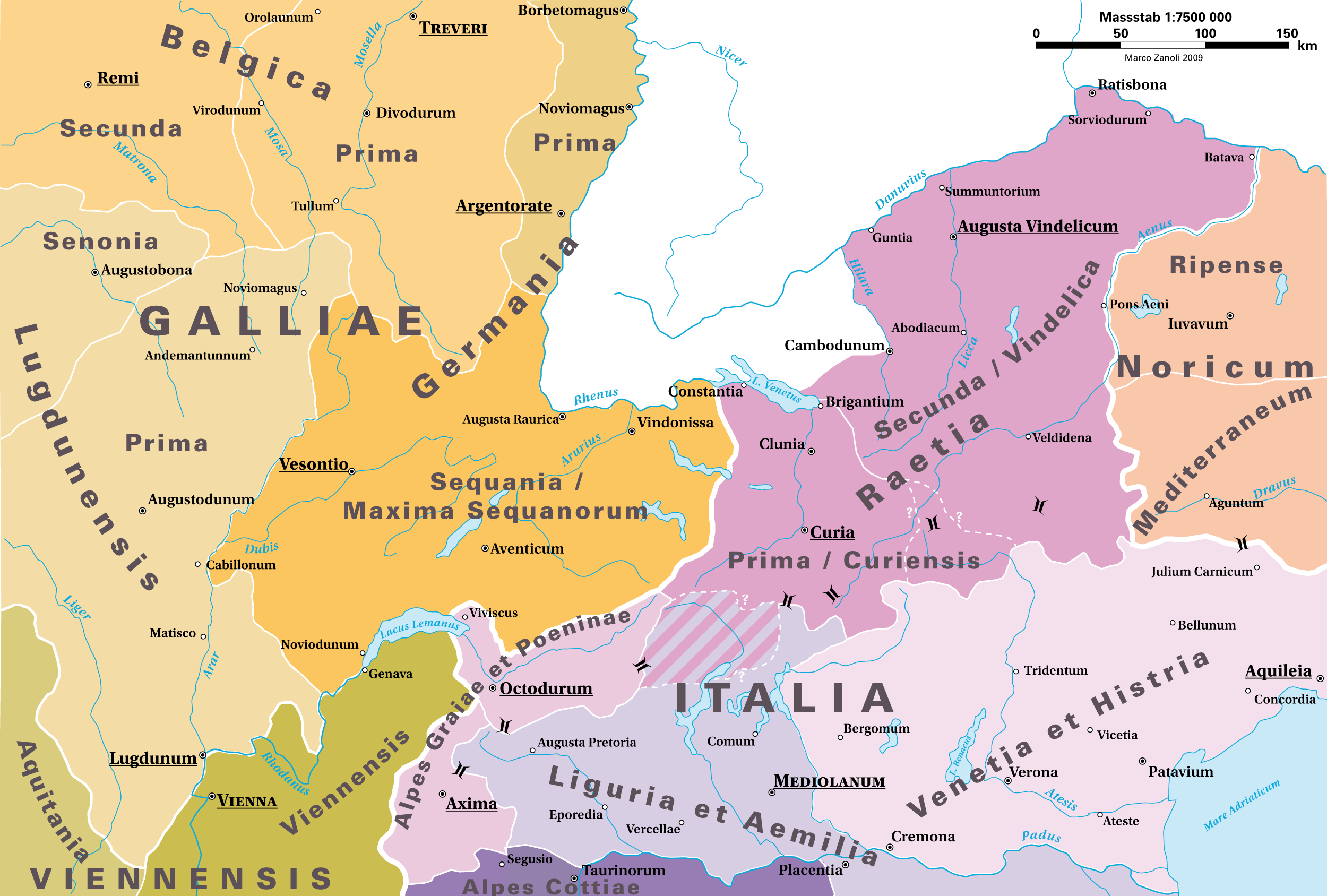
Provincias romanas alpinas en el 395 d. C.

Las tierras que se extienden entre el Eno y el Danubio se organizaron en la provincia de Raetia et Vindelicia, imperial, que administraba un senador que ejercía las funciones de pretor, tras la conquista del emperador Augusto de los Alpes el 15 a. C. Diocleciano dividió la provincia en dos en el 297: la zona montañosa pasó a la Raetia prima y la más baja al noreste a la Raetia secunda. Las dos pertenecieron a la Diócesis de Italia en la prefectura del pretorio de Italia, sometidas a la autoridad militar de un dux. La administración civil correspondía a praeses con sede en Curia Raetorum (Coria) y Augusta Vindelicorum (Augsburgo). No se conoce con exactitud el trazado de la frontera nororiental de Raetia Curiensis con la Raetia Vindelica.
El Obispado de Chur se implantó en la Raetia Curiensis durante la cristianización del siglo IV; el primer obispo aparece mencionado en el 451/52. La región aún estaba bajo dominio italiano en tiempos del rey Odoacro; la Recia Curiense se integró formalmente en el reino ostrogodo en el 493, y el rey Teodorico el Grande reanudó el nombramiento de dux, que ostentaban únicamente competencias militares, mientras las civiles seguían en manos de un praeses. No obstante, parece que los obispos de Coira gozaban en la práctica de independencia.
El rey Vitiges hubo de ceder las tierras al norte del lago de Constanza al franco rey Teodeberto I en el 537 a cambio de su colaboración en la guerra gótica contra el Imperio bizantino. Poco después, en torno al 548, Teodeberto extendió su autoridad a toda la Recia Curiense, que finalmente perdió su conexión directa con Italia. Pese a que escasean las fuentes históricas sobre el período merovingio, se cree que siguió habiendo vínculos comerciales con el reino lombardo italiano situado al sur de los Alpes. También parece probable que los obispos de Coira siguiesen dominando lo que era una remota provincia en las fronteras del reino franco, hasta que las campañas carolingias de la década del 740 contra el ducado de Alemannia, también independiente de hecho, la volvió a someter en la práctica al reino. Algunos cargos eclesiásticos y seculares los desempeñaron miembros de la dinastía victórida. Se conserva una Lex Romana Curiensis de mediados del siglo VIII que es epítome del Breviario de Alarico.
El rey Carlomagno aprovechó el fallecimiento del obispo Tello de Coira en 765, último de los victóridas, para emitir un documento de protección que declaró vasallos a sus sucesores al frente del obispado. Carlomagno nombró a los obispos de la diócesis a partir de la década del 770, aumentando así el control franco de la región. Puso fin a la autoridad secular efectiva de los obispos tras el fallecimiento del epíscope Remedio en 806 o 807, promulgando una ley que separaba las propiedades del obispado de las del conde (divisio inter episcopatum et comitatum). Nombró a Hunfried conde curiense (o Reciarum comes), para que administrase un vasto feudo imperial. La competencia entre las autoridades eclesiásticas y seculares por el poder fueron constantes.
El poder que acumularon los descendientes de Hunfried permitieron al conde Burcardo II proclamarse duque de Suabia en el 917. Al mismo tiempo, la antigua provincia de Recia se integró en el restaurado ducado raíz de Suabia. Por esta razón, la Recia Curiense quedó formalmente como parte de Suabia y por extensión del Sacro Imperio Romano Germánico aunque no había formado parte de Alemannia. Coira fue invadida varias veces a lo largo del siglo X: por los magiares en el 925/6 y por los sarracenos en el 940 y en el 954.
Según se extendía el feudalismo por Europa occidental, el poder político se fragmentó en los siglos X y XI; la Recia Curiense se dividió entonces en tres condados: Alta Recia (Oberrätien), Baja Recia (Unterrätien) y Vinschgau. Los tres pasaron a poder respectivamente de los condes de Buchhorn, Bregenz y Tirol en el siglo XII. Los obispos de Coira recuperaron parte del poder secular en la Baja Edad Media, si bien solo en parte del territorio: Coira, el Domleschg, la Engadina, Bergell, Chiavenna, Bormio y Vinschgau.
El nombre de Recia aún se utilizaba para denominar la región al final de la Edad Media, cuando el poder político pasó a la federación de las Tres Ligas (Drei Bünde). Cuando el Estado Libre de las Tres Ligas finalmente se incorporó a la República Helvética en 1798, el territorio ingresó con el nombre de Cantón de Recia. Pasó a llamarse Cantón de los Grisones (Graubünden) al crearse la Confederación Suiza con el Acta de Mediación napoleónica de 1803.

## Límite lingüístico latino-germánico
A diferencia del resto de la antigua provincia de Recia, la Curiense mantuvo su carácter latino, dando lugar al romanche, que se hablaba en todo el territorio durante la Edad Media. A Raetia prima se la denominaba en ocasiones Raetia Curiensis incluso en el siglo IV, y el nombre alemán Churrätien es sencillamente una adaptación del latino. La región también se conoció históricamente como Churwalchen (Churwahlen en alemán, siendo walha «latín» o «romance», c.f. Walenstadt). La frontera lingüística latino-alemana del medievo que pasaba por el lago de Walen y el Churfirsten todavía se refleja en la toponimia latina de la zona.